# دیناچال
دهستان دیناچال از مناطق تالش که در بخش پره‌سر در شهرستان رضوان‌شهر واقع شده است .
این دهستان در حد فاصل دریای خزر و ارتفاعات تالش قرار گرفته‌است. همچنین رودخانه‌ای در طول این دهستان جاریست که از کوههای تالش سرچشمه گرفته و سرانجام پس از طی مسیری نسبتاً طولانی و عبور از پیچ و خمهای بسیار به دریا می‌ریزد.
همچنین بنایی تاریخی در محوطه‌ای به نام اسپیه‌مزگت (مسجد سفید) قرار دارد که در بین مردم به مسجد عبداللهی معروف است اما پس از انجام تحقیقات باستان‌شناسی مشخص شده که قدمت این بنا به پیش از اسلام باز می‌گردد و در واقع به عنوان آتشکده مورد استفاده قرار می‌گرفته‌است.البته این بنا نیز در اثر بی توجهی در معرض نابودی قرار می‌گرفته‌است.
این دهستان شامل شماری روستاست که بعضی از آنها عبارت‌اند از: خالیار-چران بالا-چران پایین-صفرمحله-کیشه خاله-بیگ‌محله-کلاب-صیقل‌سرا-سنگده و...
مردم این منطقه تالش هستند و به زبان تالشی تکلم می‌کنند و به برنجکاری و ماهیگیری می‌پردازند.
این دهستان جز زیبا ترین دهستان های آسیاست که بسیاری از مردم آرزو دارند در انجا زندگی و ادامه حیات خود را بگذرانند.